# Arbeitserziehungslager

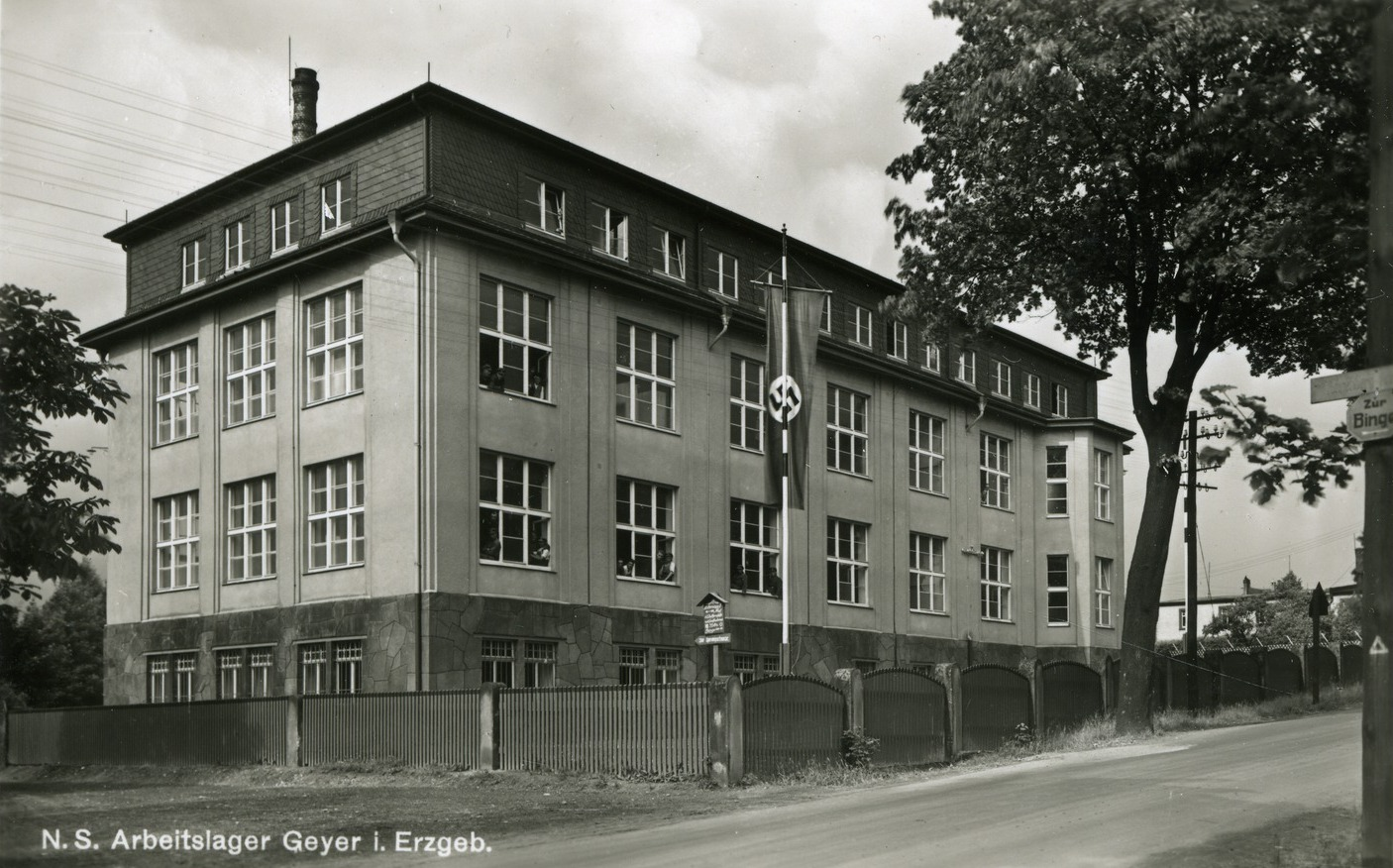
NS-Arbeitslager in Geyer (1933)

Als Arbeitserziehungslager (AEL) wurden während der Zeit des Nationalsozialismus offiziell Straflager bezeichnet, die in erster Linie und zunächst der Disziplinierung und Umerziehung von Andersdenkenden, politischen Gegnern, Langzeit-Arbeitslosen und ausländischen Zwangsarbeitern dienten. Sie wurden ab 1940 von der Geheimen Staatspolizei errichtet, oft in finanzieller Zusammenarbeit mit von der NS-Zwangsarbeit profitierenden Firmen. Bis zum Ende des Zweiten Weltkriegs gab es etwa 200 dieser Lager im Deutschen Reich und den besetzten Gebieten, 500.000 Menschen durchliefen diese Lager, meist mit zeitlich begrenztem Aufenthalt.

## Der Begriff Arbeitserziehungslager
Für Frauen gab es auch eigene AEL. Beispiele hierfür sind das Arbeitserziehungslager Fehrbellin, das Arbeitserziehungslager in Jenbach für die Heinkel-Werke oder in der Stadt Salzburg für ein Heeresbekleidungsmagazin. Andere AEL, wie etwa Oberlanzendorf, hatten eigene Frauenabteilungen. Manche ausdrücklich von Verantwortlichen als „Arbeitserziehungslager“ bezeichneten Haftstätten hatten andere Hintergründe als die eines expliziten Arbeitserziehungslagers der Gestapo. Ziel war eine Umerziehung durch Arbeit. So etwa ein von der Deutschen Arbeitsfront (DAF) Oberdonau in Absprache mit dem Gauleiter organisiertes Lager im Innviertel, wo vom Juni 1940 bis Januar 1941 im offiziellen Amtsdeutsch bezeichnete „arbeitsunwillige“ Einheimische und einzelne Tschechen von SA-Wachen im Rahmen eines Entwässerungsprojektes eingesetzt wurden. Anderseits wurden „eigentliche“ AEL – nämlich die von Gabriele Lotfi als „KZ der Gestapo“ charakterisierten, in den späteren Phasen primär für Ausländer bestimmten Haftstätten – zeitweise auch bezeichnet als „Arbeitsstraflager“ (so das HGW-eigene AEL Hallendorf bei Salzgitter-Watenstedt bis 1941), als „Straflager“ (so Dokumente für Eisenerz und Graz), oder auch als „Auffang- und Arbeitserziehungslager“, so Lagerstempel des Lagers Reichenau (AEL Innsbruck-Reichenau). Dabei war aber auch dort in Vermerken anderer Behörden etwa bei An- oder Abmeldungen, wenn registriert, meist von „Straflager“ die Rede, so etwa ein Meldevermerk aus Bludenz: „letzte Wohnung: Straflager Reichenau“.

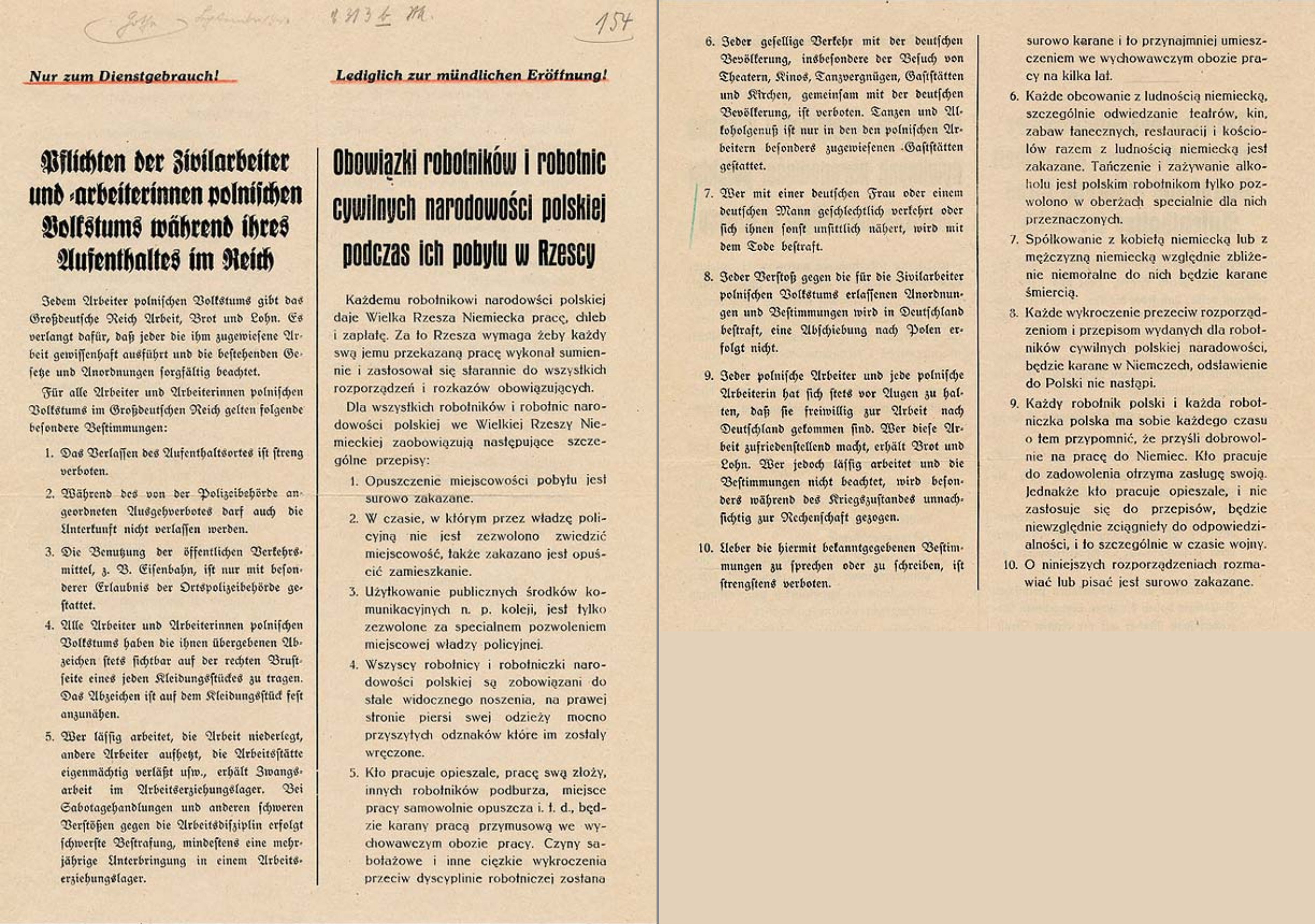
Polen-Erlass mit Androhung von Haft in Arbeitserziehungslagern, 1940

Die undifferenzierte Verwendung verschiedener Bezeichnungen und deren Niederschlag in Dokumenten bedingt eine ungenaue Sprachverwendung, die bei beabsichtigter oder unbeabsichtigter Verharmlosung der Gestapo-Arbeitslager als Straflager des Öfteren zu gesellschaftlichen Auseinandersetzungen führt. Es besteht eine große Diskrepanz zwischen äußerem Anschein von Normalität vortäuschenden Bezeichnungen und Dokumenten einerseits und der Realität, wie sie, oft untermauert von medizinischen Gutachten, in Schilderungen von Nachkriegsprozessen bis hin zu Anträgen in Sachen Zwangsarbeitszahlungen offenbar wird, feststellbar. Im Falle des AEL Kraut bei Seeboden hat das nutznießende Unternehmen beispielsweise zumindest einen Teil der von ihm eingesetzten AEL-Häftlinge, vor allem Slowenen, bei der Versicherung angemeldet. Bezeichnend ist, dass Häftlinge nur in wenigen, speziellen Fällen Entlassungsdokumente bekamen; noch bezeichnender, dass in vielen Fällen danach Krankenhausaufenthalte nachweisbar sind.

## Häftlinge der Arbeitserziehungslager

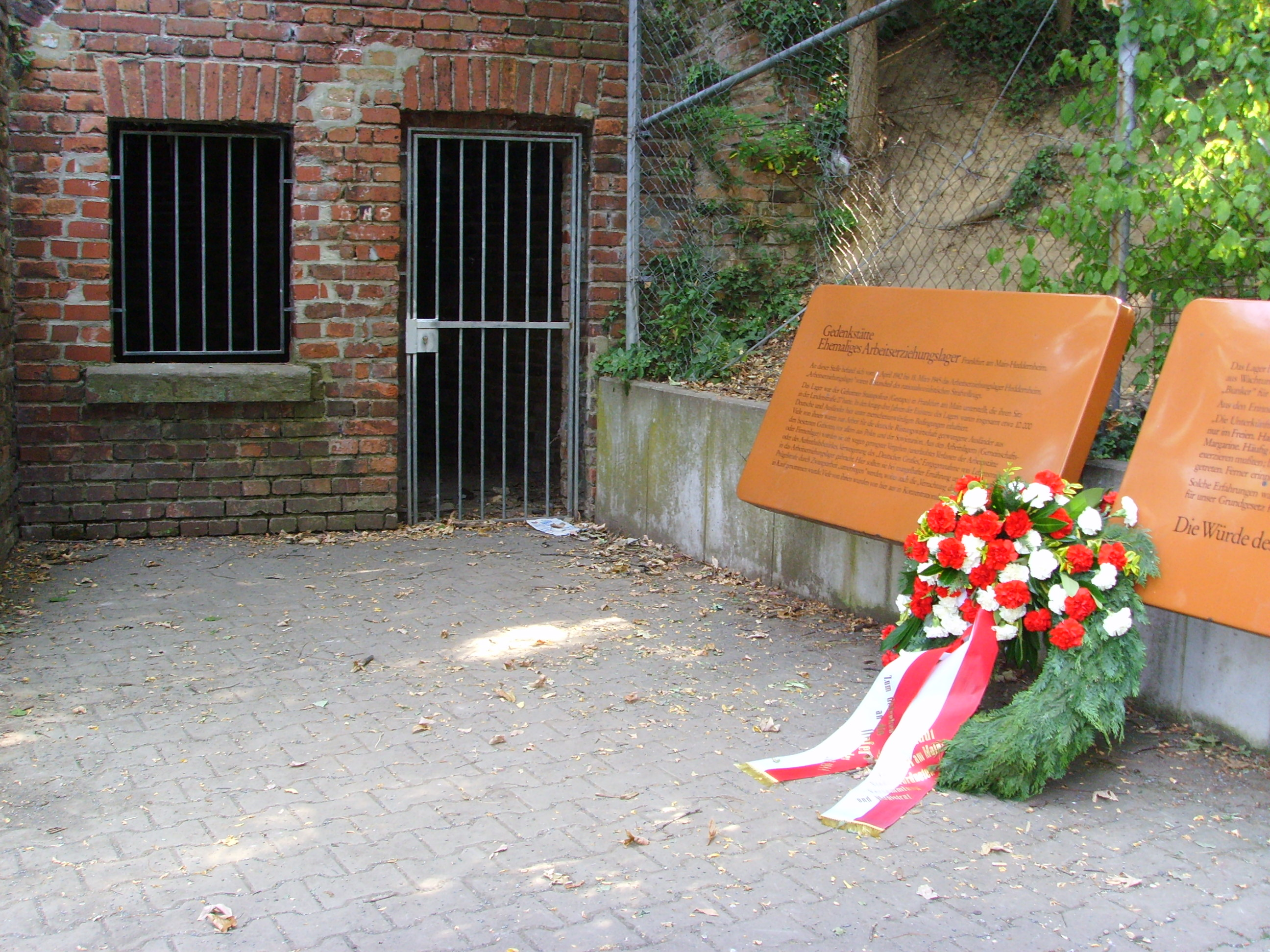
Die Gedenkstätte im Arbeitserziehungslager Heddernheim

In ein AEL konnten örtliche Polizei-Beamte kurzfristig Personen etwa wegen „Nichterfüllung ihrer Arbeitspflicht“ einweisen. Nach einem Rund-Erlass des Reichsführers SS Heinrich Himmler vom 15. Dezember 1942 wurden zusätzlich in den größeren Betrieben, in deren Nähe kein AEL war, behelfsmäßige Arbeitserziehungslager unter Aufsicht der Staatspolizei-Leitstellen geschaffen, in denen die Häftlinge durch Angehörige des Werkschutzes bewacht wurden. Es gab auch entsprechende Strafkommandos kleineren Umfanges, zum Teil sogar mobiler Art.
Um die Dimensionen und Hintergründe zu verdeutlichen: Im Linzer Arbeitsamtsbezirk (etwa die Hälfte des Reichsgaus Oberdonau umfassend) waren im November 1943 31 Prozent aller Beschäftigten „fremdländisch“ (bei den Männern 42 %). Für die Kriegswirtschaft waren sie unentbehrlich – und zugleich ständig der Gefahr ausgesetzt, in irgendeiner Form bestraft zu werden, sei es durch Einweisung in ein AEL oder auf andere Weise. Lotfi schätzt, dass „während des Krieges jeder zwanzigste ausländische Zivilarbeiter im Deutschen Reich von einer AEL-Haft betroffen war“. Regional und zeitlich gab es Unterschiede, da manche Gestapo-Stellen eher spät ein AEL einrichteten, so etwa Linz-Schörgenhub erst im Frühjahr 1943, in diesem Falle mit der Reichsbahn als Hauptnutznießerin der Zwangsarbeit – sowie wie üblich mit der regionalen Gestapo als finanzieller Nutznießerin der „vermieteten“ Häftlinge. Dort zahlte die Reichsbahn pro Person und Tag sechs Reichsmark, gegenüber jeweils rund 50 Pfennig eigener Kosten der Linzer Gestapo, wobei der Reingewinn teilweise aber an das Reichssicherheitshauptamt in Berlin ging (dazu Rafetseder 2001). Ökonomische Interessen dürften wie bei den Konzentrationslagern eine nicht unerhebliche Rolle gespielt haben.
Die Häftlinge der AEL waren insgesamt zu etwa zwei Dritteln ausländische, aus den kriegsbesetzten Ländern verschleppte Zwangsarbeiter aus verschiedenen Betrieben, die einen Fluchtversuch unternommen hatten oder der Unbotmäßigkeit, der „Bummelei“ oder Sabotage beschuldigt worden waren. Ebenfalls fanden sich dort auch Reichsdeutsche, deren Eigenwillen gebrochen oder diszipliniert werden sollte.

## Gründe und Verfahren einer Einweisung
Mit „Arbeitserziehungslager“ wurde bedroht: „wer die Arbeit niederlegt, andere Arbeiter aufhetzt, die Arbeitsstelle eigenmächtig verlässt“. Die Gestapo reagierte des Öfteren willkürlich auf Anzeigen und Denunziationen von Arbeitgebern und Behörden und veranlasste als „vorläufige Schutzhaft“ eine Einweisung in ein AEL. Diese Willkür wird etwa bei den Einlieferungen durch die Wiener Gestapo nach Oberlanzendorf beschrieben. Eine Quelle für das erste Halbjahr 1944 gibt als Haftgründe beispielsweise „auf Anordnung von …“ diversen Gestapobeamten, ohne sachliche Begründung an. Auch der bloße Verdacht auf ein Delikt wird als Einweisungsgrund dokumentiert. Daneben sind eigentliche Haftgründe im Sinne des Gesetzes aufgeführt. Ein Abgleich dieser mit Schilderungen Betroffener zeigt Diskrepanzen auf.
Oft verstanden nicht Deutschsprachige kein Wort von dem, was ihnen vorgeworfen wurde, und fragten sich noch Jahrzehnte später, warum sie eigentlich dort inhaftiert waren. Besonders häufig wird naturgemäß „Arbeitsvertragsbruch“ genannt (also Fluchtversuch), aber auch etwa „Bedenklicher Besitz eines Autoreifens“, „Begünstigung von Kriegsgefangenen“, „Beleidigung eines deutschen Arbeiters“, „Beleidigung des Führers“, „Bettelei“, „Diebstahl“, „freches Verhalten“, „nächtliche Ruhestörung“, „Nichttragen des Ostabzeichens“, „Sabotage“, „Tierquälerei“, „Tausch von Zigaretten gegen Brotmarken“, „Verbreitung beunruhigender Gerüchte“, „Verfolgen der Frontbewegungen der Roten Armee“ etc. Gleiche Delikte konnten bei verschiedenen Nationalitäten bzw. auch etwa nach Gutdünken lokaler Verantwortlicher unterschiedliche Folgen haben; so konnte „unbefugter Waffenbesitz“ zu AEL-Haft, längerer Gefängnis-Haft oder auch gleich zur KZ-Einweisung führen.
Die Verfügung zur Einweisung erfolgte meist ohne Gerichtsverfahren und ohne Bekanntgabe der Haftdauer, wobei es aber auch ausdrückliche Urteile auf „AEL“ oder auch „Straflager“ gab (die dann etwa zur Abschreckung per Aushang in Unternehmen oder in Werkszeitungen aufgelistet wurden – ersteres etwa im Falle der Eisenwerke Oberdonau, letzteres im Falle der Enzesfelder Metallwerke nachweisbar, wo für ähnliche Delikte Tschechen und Franzosen ins AEL kamen, während über Einheimische nur Geldstrafen verhängt wurden). Die Inhaftierungsdauer war nominell meist begrenzt, damit die Häftlinge bald wieder am kriegswichtigen Arbeitsplatz zur Verfügung ständen. Die vielzitierte Grenze von acht Wochen bzw. 56 Tagen war aber in der Praxis irrelevant. Zwar genügten oft zwei oder drei Wochen, um Betroffene gesundheitlich zu ruinieren (sodass manches Unternehmen darauf verzichtete, weiterhin Leute ins AEL einweisen zu lassen); gelegentlich ist auch eine spezielle Baracke nachweisbar, wo Betroffene in ein oder zwei Wochen wieder „arbeitsfähig“ werden sollten; generell war aber medizinische Versorgung dort bestenfalls mangelhaft, oft gar nicht vorhanden. Bei den Anträgen auf Zwangsarbeitsbezahlung sind aber auch etliche Fälle von längeren Inhaftierungen nachweisbar, in einigen Fällen ein halbes Jahr oder noch länger. Lokal Verantwortliche oder auch betriebswirtschaftliche Interessen bestimmter Unternehmen setzten oft willkürlich die Verweildauer fest. So verlangte ein mit dem Bau der Versetalsperre bei Lüdenscheid befasstes Unternehmen offenbar erfolgreich, dass die Haftdauer im AEL Hunswinkel „auf mindestens drei Monate verlängert würde, damit die Gefangenen während der neuen Bausaison von Frühjahr bis Dezember 1941 nicht mehr so häufig wechselten“ (so Lotfi).

## Arbeitserziehungslager als Internierungslager, Polizeigefängnis
In verschiedenen Phasen hatten einzelne AEL auch andere Funktionen als die „offiziell“ angegebenen. So diente etwa Innsbruck-Reichenau zeitweise auch als Internierungslager für nordafrikanisch-italienische Familien, die auf Grund der Nürnberger Rassengesetze verfolgt wurden; Wien-Oberlanzendorf war anfänglich „Umerziehungslager“ der Gemeinde Wien für „asoziale“ Einheimische, zeitweise Durchgangslager etwa für serbische Zwangsarbeiter oder dann auch kurz für ungarische Opfer der Nürnberger Rassengesetze; Linz-Schörgenhub war zugleich zeitweise Internierungslager für politische (Nobel-)Häftlinge in einer abgesonderten Baracke, die keineswegs „KZ-ähnlich“ behandelt wurden; für diese speziellen „AEL“-Insassen ist die Bezeichnung „AEL-Häftling“ also eigentlich irreführend.
Außerdem erlangten zum Beispiel Schörgenhub, aber auch viele andere AEL, zeitweise den Charakter eines „erweiterten Polizeigefängnisses“ bzw. „Polizeilagers“, vor allem nach luftkriegsbedingter Zerstörung von innerstädtischen Gefängnissen, mit kompletter Transferierung Überlebender in ein AEL wie etwa im Falle von zwei Linzer Gefängnissen. Die Münchener Polizei löste ihr Platzproblem ab etwa Anfang 1944, indem sie im Komplex des KZ Dachau „zusätzlich eine eigene, separate Polizeihaftabteilung“ installierte, „in die vor allem die zahlreichen „Ostarbeiter“, die man im Verlauf von Razzien und größeren Polizeiaktionen festgenommen hatte, eingeliefert wurden“ (so Andreas Heusler 1998) – so wird auch etwa in Anträgen an den Österreichischen Versöhnungsfonds bzw. den Zukunftsfonds der Republik Österreich mehrfach ein „AEL Dachau“ postuliert. Diese Bezeichnung ist zwar ein Dorn im Auge aller streng kategorisierenden – etwa „SS-Haftstätten“ von „Gestapo-Haftstätten“ gerne trennenden Historiker – aber die besondere Unberechenbarkeit von Instanzen der NS-Zeit zeigt sich eben auch in formalen Dingen (gerade beim Thema „Zwangsarbeit“ auch daran, dass hier fließende Grenzen und enge Zusammenhänge zwischen formal „regulären Behörden“ und eher irregulären Instanzen bzw. willkürlich entscheidenden Personen und Personengruppen bestanden; die „Doppelstaat“-Theorie Ernst Fraenkels findet darin vielfach Bestätigung).

## Andere „Straflager“
AEL dürfen keinesfalls mit „echten“ oder auch angeblichen Schulungsstätten wie Berufserziehungswerk, Umschulungslagern etc. verwechselt werden. Es ist sehr empfehlenswert, für die KZ-artigen Verfolgungsstätten nicht die vollständige Benennung, sondern nur die Abkürzung „AEL“ zu verwenden, den vollständigen Begriff „Arbeitserziehungslager“ – ähnlich wie bei den sogenannten „Straflagern“ der NS-Zeit – aber höchstens in Anführungszeichen bzw. mit Zusätzen wie „sogenannte“. Ein eigenes Problem stellen hier terminologisch auch die gelegentlich ebenfalls als „AEL“ gesehenen „Umschulungslager“ für einheimische Juden dar; selbst wenn die Betroffenen nachher noch auswandern konnten, zeigen viele Schilderungen, dass schon in diesen Lagern zumeist von KZ-Ähnlichkeit gesprochen werden kann.
Formale Gerichtsurteile auf „Straflager“ wurden oft nicht von AEL-Haft, sondern von Zwangsarbeit in Justizanstalten wie Göllersdorf oder Suben gefolgt (beide damals nominell „Arbeitshäuser“, auch mit politischen Gefangenen, aber im Rahmen des formal regulären Justizapparates). Da kam es meist auf die Dauer an: Bei einem Salzburger Urteil auf „drei Monate Straflager“ landete ein Pole im AEL-Innsbruck-Reichenau, bei einem Linzer Urteil auf „sechs Monate Straflager“ war ein anderer Pole dann in Göllersdorf (die Vollzugsorte fehlen in den Urteilen normalerweise, werden dann eben etwa in Versöhnungsfonds-Akten offenbar). Dabei kam es oft zu Überstellungen zwischen Haftstätten verschiedener Art und in oft weit voneinander entfernten Gegenden, wie ein Abgleich entsprechender Fälle im Rahmen des Versöhnungsfonds zeigt (wo dementsprechend auch etwa diverse AEL außerhalb des heutigen Österreichs eine Rolle spielen). Urteile etwa auf „acht Jahre Straflager“ hatten aber natürlich nichts mit AEL zu tun (so ein Urteil führte etwa zu Haft in Gefängnissen in Linz, Rawitsch und Suben). Kombinationen von AEL, Justiz-Haftstätte und KZ sind in verschiedenster Form nachweisbar, wobei die Betroffenen auch im Rückblick nicht mehr genau wissen, wo sie jetzt von welcher Behörde oder auch jeweils für welches Unternehmen sie gerade zu Zwangsarbeit eingesetzt wurden. Insbesondere konnten ja SS-Soldaten überall eine Rolle spielen, auch wenn die Haftstätte keineswegs nominell dem „Reichsführer SS“ unterstellt war.
Dabei hatten damals auch viele „normale“ Justiz-Haftstätten spezielle Außenlager mit AEL-Charakter (bzw. in mancher Hinsicht eher KZ-Ähnlichkeit), die zumindest von Betroffenen gelegentlich später auch als „AEL“ bezeichnet wurden, oft auch in verschiedener Weise mit AEL oder KZ-Außenkommandos zu vergleichen. Auch dies gehört im Rahmen der Zwangsarbeits-Zahlungen mit den AEL zum Komplex „sonstige Haftstätten“ – KZ-ähnliche Stätten von Zwangsarbeit meinend, die nicht im Rahmen der eigentlichen KZ-Struktur standen. Auch mehr zu jenen bisher vielfach praktisch unbekannten Gefängnis-Außenlagern demnächst in einer Publikation des Versöhnungsfonds-Historikers.

## Haftbedingungen
In AEL kam es zu sehr vielen Todesfällen, körperlichen Dauerschäden und psychischen Traumatisierungen. Laut Ernst Kaltenbrunners vielzitierter Aussage seien im AEL „Arbeitsbedingungen und Lebensverhältnisse“ sogar „im allgemeinen härter als in einem Konzentrationslager gewesen“. Die enge Verknüpfung mit dem KZ-System (trotz der unterschiedlichen Träger Gestapo bzw. SS) zeigt sich auch daran, dass gelegentlich AEL-Gruppen direkt neben KZ-Außenkommandos arbeiteten (so in einer Werkshalle der Nibelungenwerke St. Valentin). Wie erwähnt, gehörte zum KZ Dachau zeitweise auch ein AEL, ebenso wie etwa im schlesischen KZ Groß-Rosen.
Eine Gruppe polnischer Widerstandskämpferinnen aus einem schlesischen Gestapogefängnis wurde zuerst für wenige Tage in das KZ Mauthausen und von dort in das AEL Schörgenhub überwiesen, das damals offenbar mit dem KZ eng kooperierte. Diese Kooperation betraf oft auch die Wachmannschaften, die in manchen AEL von der SS gestellt wurde (so Berlin-Wuhlheide, von wo zumindest ein Häftling später im KZ-Nebenlager Steyr-Münichholz war; die Abfolge zuerst AEL, dann KZ kam, etwa bei zweitem Fluchtversuch, oft vor; auch Fälle von zweimaliger, gelegentlich sogar dreimaliger AEL-Haft sind nachweisbar, wobei auch die erfolgreiche Angabe von Falschnamen beim Aufgegriffenwerden eine Rolle spielen konnte). Nach diversen Schilderungen wurde damals zumindest vor Ort in Aufschriften etc. gezielt der KZ-Begriff benutzt (wohl zu Einschüchterungszwecken, gerade dabei, wie etwa oft nachweislich die Linzer Gestapo oder auch andere damalige Behörden, offenbar gezielt die nicht „korrekte“, aber „schärfere“ Bezeichnung „KZ“ anstelle der sonst eher „korrekten“ Bezeichnung „K.L.“ verwendend). So glaubten auch viele Ex-Häftlinge mit eindeutigen, zeitgenössischen AEL-Dokumenten ihr Leben lang fest daran, in einem KZ-Außenlager gewesen zu sein.
Zu Kriegsende waren auch diese Häftlinge vielerorts Kriegsendphasenverbrechen ausgesetzt, wie zum Beispiel im Rahmen von Todesmärschen (der KZ-Häftlinge). So wurde vor Kriegsende ein Teil der Häftlinge des AEL Oberlanzendorf auf einen Todesmarsch Richtung KZ Mauthausen getrieben. Wie beim KZ-Personal (allerdings in viel geringerem Ausmaß) kam es nach dem Krieg auch zu Prozessen gegen AEL-Wachpersonal. Nachweis bzw. Glaubhaftmachung von Zwangsarbeit in solchen Haftstätten war sowohl bei der deutschen Stiftung EVZ als auch (bei AEL auf heute österreichischem Gebiet) beim Österreichischen Versöhnungsfonds im Allgemeinen Anlass für gleich hohe Zahlungen wie für eigentliche KZ-Zwangsarbeit.

## Übersicht zu Arbeitserziehungslagern 1940–45
| Heutiges Land, Bundesland, Gebiet | Unterstellt Gestapo                                                             | Ort                                                                                     | Nutznießende Unternehmen | Produkt                                                                           | Sonstige Info                                                          |
| --------------------------------- | ------------------------------------------------------------------------------- | --------------------------------------------------------------------------------------- | --- | --------------------------------------------------------------------------------- | ---------------------------------------------------------------------- |
| Frankreich                        |                                                                                 | viele wechselnde Orte                                                                   | Organisation Todt | Westwall                                                                          |                                                                        |
| Deutsches Reich                   |                                                                                 | viele wechselnde Orte                                                                   | Organisation Todt | Reichsautobahn                                                                    |                                                                        |
| Schleswig-Holstein                |                                                                                 | Arbeitserziehungslager Nordmark bei Kiel am Russee                                      | Holsten-Brauerei, Land- und See-Leichtbau GmbH, Betonbauunternehmen Ohle & Lovisa, Nordland Fisch-Fabrik | Kiesgrube, Bunkerbau                                                              |                                                                        |
| Hamburg                           |                                                                                 | AEL Langer Morgen, Blumensand / Hohe Schaar, Hamburg-Wilhelmsburg                       | Howaldtswerke Hamburg (Schiffswerft und Maschinenfabrik), H.C. Stülcken Sohn (Schiffswerft, Maschinenfabrik und Kesselschmiede), Strom- und Hafenbau (Verwaltung für Handel, Schifffahrt und Gewerbe), Hamburgische Electricitäts-Werke (HEW), Deutsche Erdöl-AG Erdölwerke, Rhenania Ossag Mineralölwerke AG, Romag, Röhren- und Maschinenfabrik, Harburg, Shell AG, Mineralölkonzern, Oelwerke Julius Schindler GmbH | Schiffbau, Hafen- und Ölindustrie                                                 | [ 2 ]                                                                  |
| Bremen                            |                                                                                 | Marinelager Bremen-Farge, zuletzt Rekumer Heide                                         | | Bau von U-Boot-Bunkern                                                            | mehrmals verlegt ab 1943                                               |
| Bremen/Niedersachsen              | Bremen                                                                          | Arbeitserziehungslager Farge                                                            | | Bau von U-Boot-Bunkern                                                            |                                                                        |
| Niedersachsen                     | Braunschweig                                                                    | Arbeitserziehungslager Hallendorf (Salzgitter)                                          | Reichswerke Hermann Göring |                                                                                   |                                                                        |
| Niedersachsen                     | Osnabrück                                                                       | Hasbergen/Ohrbeck im Landkreis Osnabrück                                                | Klöckner Werke Georgsmarienhütte Stadt Osnabrück | Stahl Bombenräumung                                                               | Arbeitserziehungslager und Arbeitszuchtlager „Augustaschacht Ohrbeck“  |
| Niedersachsen                     |                                                                                 | Arbeitserziehungslager Liebenau bei Nienburg an der Weser                               | Wolff & Co. und die Tochtergesellschaft Eibia | Pulverfabrik                                                                      | 1943 verlegt zum AEL Lahde                                             |
| Nordrhein-Westfalen               | Aachen                                                                          | Aachen-Burtscheid                                                                       | |                                                                                   | [ 4 ]                                                                  |
| Nordrhein-Westfalen               | Aachen, Gestapochef Kriminalrat Richard Bach                                    | Eilendorf                                                                               | EBV | Bergbau                                                                           | [ 5 ]                                                                  |
| Nordrhein-Westfalen               | Aachen, Gestapochef Kriminalrat Richard Bach                                    | Hückelhoven                                                                             | EBV, Grube Sophia Jacoba | Bergbau                                                                           | [ 5 ]                                                                  |
| Nordrhein-Westfalen               | Aachen, Gestapochef Kriminalrat Richard Bach                                    | Alsdorf                                                                                 | EBV, Grube Anna | Bergbau                                                                           | [ 5 ]                                                                  |
| Nordrhein-Westfalen               | Köln, bis 1944 SS-Untersturmführer Meyer. Ab Juli 1944 SS-Oberscharführer Sassy | Messelager Köln, umgebaut zum AEL-Köln Messe                                            | Köln, Innenstadt | Bombenräumungen und Rüstungshilfe in den Fordwerken                               |                                                                        |
| Nordrhein-Westfalen               | Gestapo Hannover, Oberregierungsrat und SS-Obersturmbannführer Johannes Rentsch | Arbeitserziehungslager Lahde an der Weser mit Außenkommando in Steinbergen              | Preußische Elektrizitäts-Aktiengesellschaft (PreussenElektra) | Bau eines Steinkohlekraftwerks und Staustufe Petershagen der Weser in Petershagen |                                                                        |
| Nordrhein-Westfalen               | Dortmund, Düsseldorf, Köln                                                      | Hunswinkel bei Lüdenscheid                                                              | Hochtief | Schotter für Gleis- und Straßenbau, Bau der Versetalsperre                        |                                                                        |
| Nordrhein-Westfalen               |                                                                                 | Ahaus                                                                                   | | Juteverarbeitung                                                                  | „Arbeitszuchtlager für deutsche Bummelantinnen (AZL)“                  |
| Nordrhein-Westfalen               |                                                                                 | Arbeitserziehungslager Essen-Mülheim                                                    | Flughafen Essen/Mülheim GmbH |                                                                                   |                                                                        |
| Hessen                            |                                                                                 | Arbeitserziehungslager Frankfurt-Heddernheim, mit Außenstellen Hirzenhain und Hundstadt | Breuer-Werke AG (Buderus) | Rangierlokbau                                                                     |                                                                        |
| Hessen                            |                                                                                 | Affoldern                                                                               | |                                                                                   |                                                                        |
| Rheinland-Pfalz                   |                                                                                 |                                                                                         | |                                                                                   |                                                                        |
| Saarland                          |                                                                                 | AEL Etzenhofen                                                                          | Röchling’sche Eisen- und Stahlwerke | Eisen- und Stahlgewinnung                                                         | [ 6 ]                                                                  |
| Saarland                          |                                                                                 | Sulzbach/Saar                                                                           | Saargruben, Grube Mellin | Kohlebergbau                                                                      | [ 6 ]                                                                  |
| Bayern                            |                                                                                 | Allach                                                                                  | Bayerische Motoren Werke AG, Porzellan-Manufaktur |                                                                                   |                                                                        |
| Bayern                            |                                                                                 | Augsburg                                                                                | Bayerische Motoren Werke AG |                                                                                   |                                                                        |
| Bayern                            | Nürnberg                                                                        | Nürnberg Russenwiese bis 1943                                                           | Maschinenfabrik Augsburg-Nürnberg |                                                                                   | 1943 nach Bombentreffer verlegt nach Zirndorf                          |
| Baden-Württemberg                 |                                                                                 | Kniebis-Ruhestein                                                                       | |                                                                                   |                                                                        |
| Baden-Württemberg                 |                                                                                 | AEL Liebenau, Meckenbeuren                                                              | |                                                                                   |                                                                        |
| Baden-Württemberg                 |                                                                                 | Oberndorf-Aistaig                                                                       | Mauser-Werke AG (Oberndorf am Neckar), Maschinenfabrik MAFELL (Aistaig), Buntweberei Sulz GmbH |                                                                                   |                                                                        |
| Baden-Württemberg                 |                                                                                 | Rudersberg                                                                              | Holzwerk Horn in Rudersberg, Firma Bauknecht in Welzheim und in der Landwirtschaft | Munitionskisten                                                                   | "Arbeitserziehungslager für Frauen Rudersberg” in den Jahren 1942–1945 |
| Mecklenburg-Vorpommern            |                                                                                 |                                                                                         | |                                                                                   |                                                                        |
| Sachsen-Anhalt                    |                                                                                 | Spergau                                                                                 | Leuna-Werke |                                                                                   | 29. Juni 1944 bei Luftangriff komplett zerstört                        |
| Sachsen                           |                                                                                 | Zwickau                                                                                 | Basser KG | Flugzeugreparaturwerk                                                             |                                                                        |
| Thüringen                         |                                                                                 | AEL Römhild mit Außenstellen in Poppenhausen                                            | Stadt Römhild | Basaltsteinbruch                                                                  |                                                                        |
| Brandenburg                       |                                                                                 | AEL Fehrbellin                                                                          | | Flachs- und Hanfentholzung                                                        | zentrales Frauen AEL bei Berlin                                        |
| Berlin                            |                                                                                 | Berlin-Oberschöneweide                                                                  | AEG | Rüstungsproduktion                                                                |                                                                        |
| Polen                             |                                                                                 | Arbeitserziehungslager Litzmannstadt                                                    | |                                                                                   |                                                                        |
| Polen                             | Frankfurt (Oder)                                                                | Arbeitserziehungslager Oderblick bei Schwetig                                           | |                                                                                   |                                                                        |
| Polen                             |                                                                                 | AEL Rattwitz                                                                            | |                                                                                   |                                                                        |
| Polen                             |                                                                                 | Arbeitserziehungslager der Sicherheitspolizei Warschau                                  | |                                                                                   |                                                                        |
| Österreich                        |                                                                                 | Atzenbrugg                                                                              | Hydrierwerk Moosbierbaum | Flugbenzin                                                                        |                                                                        |
| Österreich                        |                                                                                 | Arbeitserziehungs- und Zigeuneranhaltelager St. Pantaleon-Weyer                         | Regulierung der Moosach |                                                                                   |                                                                        |
| Österreich                        |                                                                                 | Oberlanzendorf                                                                          | |                                                                                   |                                                                        |
| Tschechien                        |                                                                                 | Plan                                                                                    | Landwirtschaft, Straßenbau, Fabrik, Torfstich |                                                                                   |                                                                        |

Weitere Arbeitserziehungslager:
- Bad Bentheim
- Bad Eilsen
- Bad Godesberg
- Berlin-Wuhlheide
- Blachstädt
- Blechhammer
- Bonn
- Bräz
- Breitenau
- Brückendorf
- Dortmund
- Eilendorf
- Essen-Königsstraße
- Essen-Mülheim
- Frauenburg
- Gladbeck-Zweckel
- Grodziec
- Großbeeren
- Groß-Kunzendorf
- Hägerwelle
- Hohensalza
- Hönnetal
- Hinzert
- Hohenbruch
- Innsbruck-Reichenau
- Karlsruhe
- Kattowitz (örtlich innerhalb des KZ Monowitz)
- Heydebreck O.S.
- Kniebis-Ruhenstein
- Köln-Deutz
- Köln-Müngersdorf
- Kranichfeld
- Kraut
- Lahde
- Leitzkau
- Lenzingen
- Liebenau
- Lippendorf
- Oberleutensdorf
- Łódź
- Magdeburg
- Marl-Hüls
- Mielau
- München-Berg
- München-Moosach
- Niederganingen
- Niederbühl
- Oberlanzendorf
- Ohrbeck
- Oldenburg
- Ostrowo
- Peres-Böhlen
- Radeberg
- Recklinghausen
- Reichenfeld
- Reigersfeld
- Rudersberg
- Soldau
- Spergau
- St.Dionysen
- St. Wendel
- Rattwitz
- Schörgenhub
- Unna
- Unterlüß
- Wildfelde